# Hermann Goens
Hermann August Cornelius Goens (* 17. Januar 1863 in Oldenburg (Oldb); † 4. Oktober 1946 ebenda) war ein deutscher Geheimer Oberschulrat und Archivar, der ab 1918 das Staatsarchiv Oldenburg (heutige Bezeichnung: Niedersächsisches Landesarchiv (Standort Oldenburg)) leitete.

## Leben
Goens war der Sohn des Pastors Anton Goens (1816–1888) und dessen Ehefrau Caroline Henriette Friederike geb. Langreuther. Er wuchs auf dem Land in Jade auf und besuchte von dort aus das Alte Gymnasium Oldenburg. Nach dem Abitur studierte er von 1882 bis 1885 Theologie an den Universitäten in Jena, Erlangen, Kiel und Universität Leipzig. Anschließend wurde er zunächst Pastor in der evangelischen Diasporagemeinde Cloppenburg. 1895 berief ihn das Staatsministerium des Großherzogtums Oldenburg als schulfachliches Mitglied für Volksschulen in das Evangelische Oberschulkollegium Oldenburg. Die Ernennung des kirchlich und theologisch geprägten Goens, der außerdem konservativ eingestellt war, rief von Seiten des Oldenburgischen Landeslehrervereins (OLLV) und politisch liberalen Kräften des Landes scharfen Protest hervor. Dieser ging so weit, dass er zu einer Verfassungskrise führte, bei der in der sogenannten Ministersturz-Debatte des Oldenburgischen Landtages am 12. Mai 1896 mehr als zwei Drittel der Abgeordneten dem Minister für Kirchen und Schulen Georg Flor das Vertrauen entzogen. Das Misstrauensvotum scheiterte allerdings am Einspruch des Großherzogs Peter II., es entspräche nicht der Verfassung. Sowohl Flor als auch Goens verblieben in ihren Ämtern. Allerdings scheiterte er auch in der Folgezeit daran, ein positives Verhältnis zur Volksschullehrerschaft Oldenburgs zu entwickeln. Laut seiner Biographin Hilke Günther-Arndt standen Goens dabei seine kleinliche, sittenstrenge, fast „schnüfflerische“ und mit Disziplinarstrafen operierende Amtsführung im Weg. In der Folge entfremdeten sich die oldenburgischen Volksschullehrer von der Kirche, was sich in der Folge häufig zeigte.
1905/08 führten Goens Vorschläge für die Lehrpläne der evangelischen Volksschulen, die einseitig die religiöse Erziehungsfunktion der Schule und die Fortschreibung der einklassigen Volksschule als Normalfall betonten, erneut zu heftigen Protesten im Landtag und beim OLLV. Die Verbitterung der Lehrerschaft entlud sich nach der Novemberrevolution 1918, als der OLLV die weitere Zusammenarbeit mit dem Kirchenmann Goens ablehnte und beim Regierungsdirektorium seine Absetzung erzwang.
Goens machte daraufhin eine kurze zusätzliche Ausbildung in den historischen Hilfswissenschaften und der Archivkunde in Berlin-Dahlem und wurde als Nachfolger von Georg Sello Leiter des oldenburgischen Landesarchivs. Nach der Pensionierung des langjährigen Bibliotheksdirektors Anton Kühn (1854–1941), der die Einrichtung seit 1907 geleitet hatte, wurde Goens 1924 zusätzlich die Leitung der Landesbibliothek Oldenburg in Personalunion übertragen.
Obwohl sich seine landeskundlichen Interessen vorher mehr auf die Erforschung der heimischen Flora erstreckten, arbeitete er sich rasch in seine neuen Aufgabengebiete ein. Vor allem der Bibliothekserschließung galt sein Augenmerk und der Ausbau des Schlagwortkataloges der Landesbibliothek in der Zeit der Weimarer Republik geht wesentlich auf ihn zurück. Zur landesgeschichtlichen Forschung verfasste er Aufsätze über kirchengeschichtliche Themen und zur bäuerlichen Vergangenheit des Landes. Nach Günther-Arndt ist ihm aber offenbar diese aufgezwungene Arbeit im Archiv und in der Landesbibliothek fremd geblieben, woran auch seine eher formalen Mitgliedschaften im Vorstand des Landesvereins für Altertumskunde und Landesgeschichte sowie in der Historischen Kommission für Niedersachsen und Bremen nichts änderten. Einen Ausgleich fand Goens wohl im Studium der Münzkunde und dem Sammeln oldenburgischer Münzen. Die Sammlung wurde später dem Staatsarchiv Oldenburg angegliedert. Er war außerdem Mitarbeiter des Handbuchs für Münzkunde. 1932 trat Goens im Rang eines Geheimen Archivrats in den Ruhestand. Sein Nachfolger wurde Hermann Lübbing.

## Familie
Goens heiratete am 27. September 1894 die aus Burhave stammenden Marie Luise Johanne Wilhelmine geb. Mueller (1875–1949), die Tochter des praktischen Arztes Heinrich Anton Mueller und der Helene Christine geb. Gramberg. Das Ehepaar hatte drei Töchter und einen Sohn.

## Werke
- Stedingen beiderseits der Hunte in alter und neuer Zeit. Zusammen mit B. Ramsauer. Veröffentlicht in: Oldenburgische Jahrbücher. Jahrgang 28. 1924. Seiten 5–91.
- Die Einziehung der Kirchengüter während der Reformationszeit im evangelischen Gebiet des Herzogtums Oldenburg. Veröffentlicht in: Oldenburgische Jahrbücher. Jahrgang 31. 1927. Seiten 7–116.
- Die Kirche des Mittelalters in dem evangelischen Gebiete des Herzogtums Oldenburg. Veröffentlicht in: Oldenburgische Jahrbücher. Jahrgang 32. 1928. Seiten 5–95.